# I commedianti (film 1941)
I commedianti (Komödianten) è un film del 1941 diretto da Georg Wilhelm Pabst.